# Trinella leiobuniformis
Trinella leiobuniformis was een hooiwagen uit de familie Agoristenidae. De originele naamcombinatie (protoniem) was Leiostenus leiobuniformis Silhavý, 1973. Een volgende naamrecombinatie werd gepubliceerd als Avima leiobuniformis (Silhavý, 1973), gesteld door Villarreal-M. & Kury 2009.
Na 2023 de geldige combinatie is Avima intermedia (Goodnight & Goodnight, 1947), als junior synoniem gesteld door García, Kury & Villarreal-M (2022)